# Escobaria

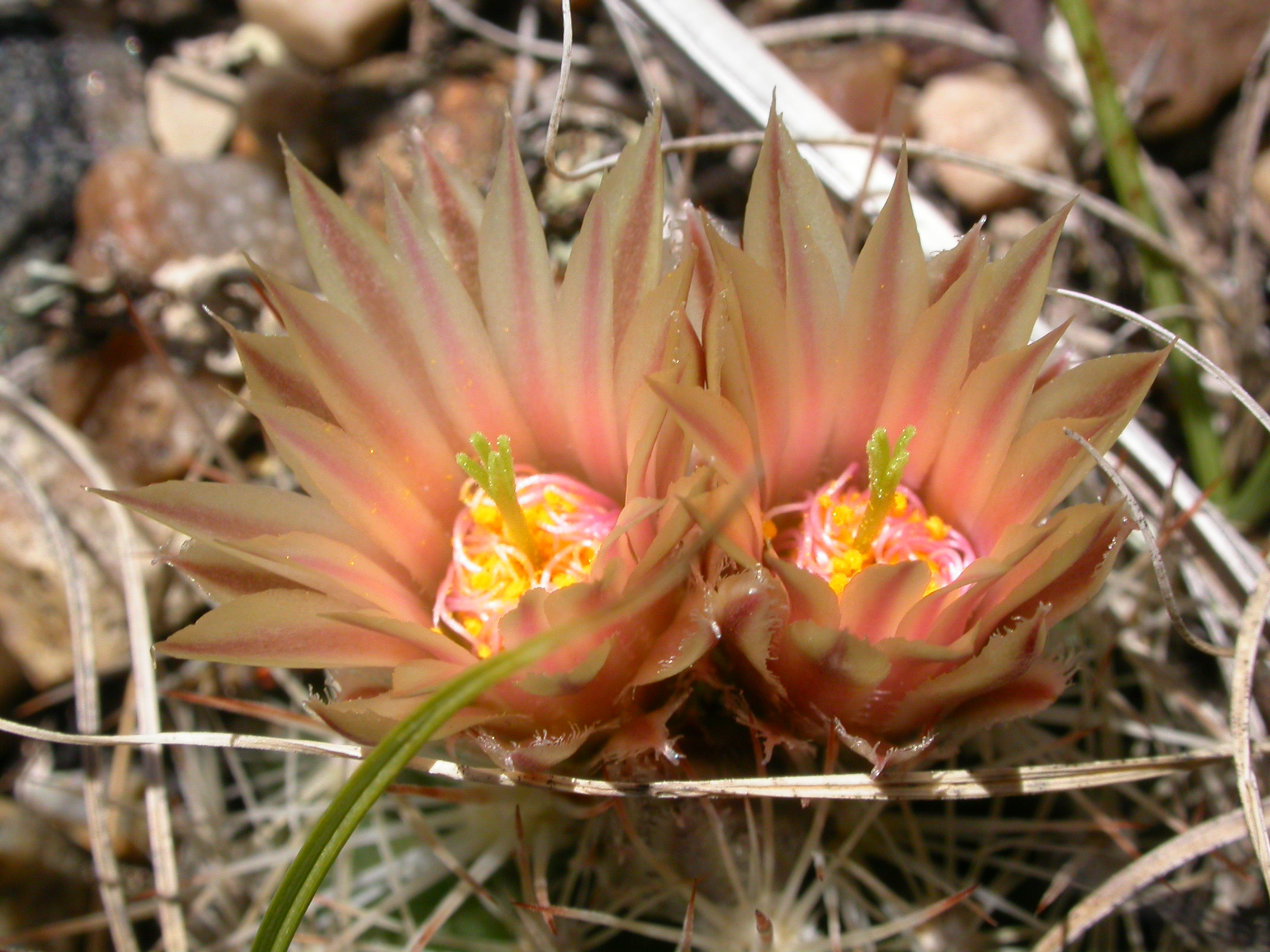
Escobaria missouriensis

Escobaria Britton & Rose – rodzaj sukulentów z rodziny kaktusowatych (Cactaceae). Gatunkiem typowym jest E. tuberculosa (Eng.) Britton & Rose.

## Systematyka
Synonimy
Cochiseia Earle, Escobesseya Hester, Fobea Fric, Neobesseya Britton & Rose,
Pozycja systematyczna według APweb (aktualizowany system APG III z 2009)
Należy do rodziny kaktusowatych (Cactaceae) Juss., która jest jednym z kladów w obrębie rzędu goździkowców (Caryophyllales) i klasy roślin okrytonasiennych. W obrębie kaktusowatych należy do plemienia Cacteae, podrodziny Cactoideae.
Pozycja w systemie Reveala (1993-1999)
Gromada okrytonasienne (Magnoliophyta Cronquist), podgromada Magnoliophytina Frohne & U. Jensen ex Reveal, klasa Rosopsida Batsch, podklasa goździkowe (Caryophyllidae Takht.), nadrząd Caryophyllanae Takht., rząd goździkowce (Caryophyllales Perleb), podrząd Cactineae Bessey in C.K. Adams, rodzina kaktusowate (Cactaceae Juss.), rodzaj Escobaria Britton & Rose.
Gatunki (wybór)
- Escobaria aguirreana (Glass & R.A.Foster) N.P.Taylor
- Escobaria alversonii (J.M.Coult.) N.P.Taylor
- Escobaria chihuahuensis Britton & Rose
- Escobaria cubensis (Britton & Rose) D.R.Hunt
- Escobaria dasyacantha (Engelm.) Britton & Rose
- Escobaria deserti (Engelm. ex S.Watson) Buxb.
- Escobaria duncanii (Hester) Backeb.
- Escobaria emskoetteriana (Quehl) Borg
- Escobaria henricksonii Glass & Foster
- Escobaria hesteri (Y.Wright) Buxb.
- Escobaria laredoi (Glass & R.A.Foster) N.P.Taylor
- Escobaria lloydii Britton & Rose
- Escobaria minima (Baird) D.R.Hunt
- Escobaria missouriensis (Sweet) D.R.Hunt
- Escobaria orcuttii Boed.
- Escobaria organensis (Zimmerman) Castetter, P.Pierce & K.H.Schwer.
- Escobaria robinsorum (W.H.Earle) D.R.Hunt
- Escobaria roseana (Boed.) Buxb.
- Escobaria sandbergii Castetter, P.Pierce & K.H.Schwer.
- Escobaria sneedii Britton & Rose
- Escobaria tuberculosa (Engelm.) Britton & Rose
- Escobaria villardii Castetter, P.Pierce & K.H.Schwer.
- Escobaria vivipara (Nutt.) Buxb.
- Escobaria zilziana (Boed.) Backeb.

## Zastosowanie
- Wiele gatunków escobarii uprawia się w mieszkaniach i szklarniach jako ozdobne rośliny doniczkowe. Do hodowli na zewnątrz przy ochronie przed nadmiarem wilgoci nadają się w warunkach środkowoeuropejskich gatunki: E. missouriensis, E. vivipara, E. sneedii[9].